# Petrovka (Primórie)
Petrovka (en rus: Петровка) és un poble del krai de Primórie, a l'Extrem Orient de Rússia, que en el cens del 2010 tenia 977 habitants.